# Conus nodulosus
Espèce
Conus nodulosus est une espèce de mollusques gastéropodes marins de la famille des Conidae.
Comme toutes les espèces du genre Conus, ces escargots sont prédateurs et venimeux. Ils sont capables de « piquer » les humains et doivent donc être manipulés avec précaution, voire pas du tout.

## Description
La taille de la coquille varie entre 35 mm et 51 mm. La coquille possède une spire élevée et cannelée. Sa couleur est jaunâtre, délicatement et ouvertement réticulée de marron. L'ouverture est rosée. 

## Distribution
Cette espèce marine est endémique à l'Australie et se trouve au large de l'Australie-Occidentale.

## Taxonomie

### Publication originale
L'espèce Conus nodulosus a été décrite pour la première fois en 1864 par le naturaliste, illustrateur et conchyliologiste britannique George Brettingham Sowerby II dans « Description of three new shells »,.

### Synonymes
- Conus (Cylinder) nodulosus G. B. Sowerby II, 1864 · appellation alternative
- Cylinder nodulosus (G. B. Sowerby II, 1864) · non accepté